# 1962年の航空
< 1962年
1961年の航空 - 1962年の航空 - 1963年の航空

## 航空に関する出来事

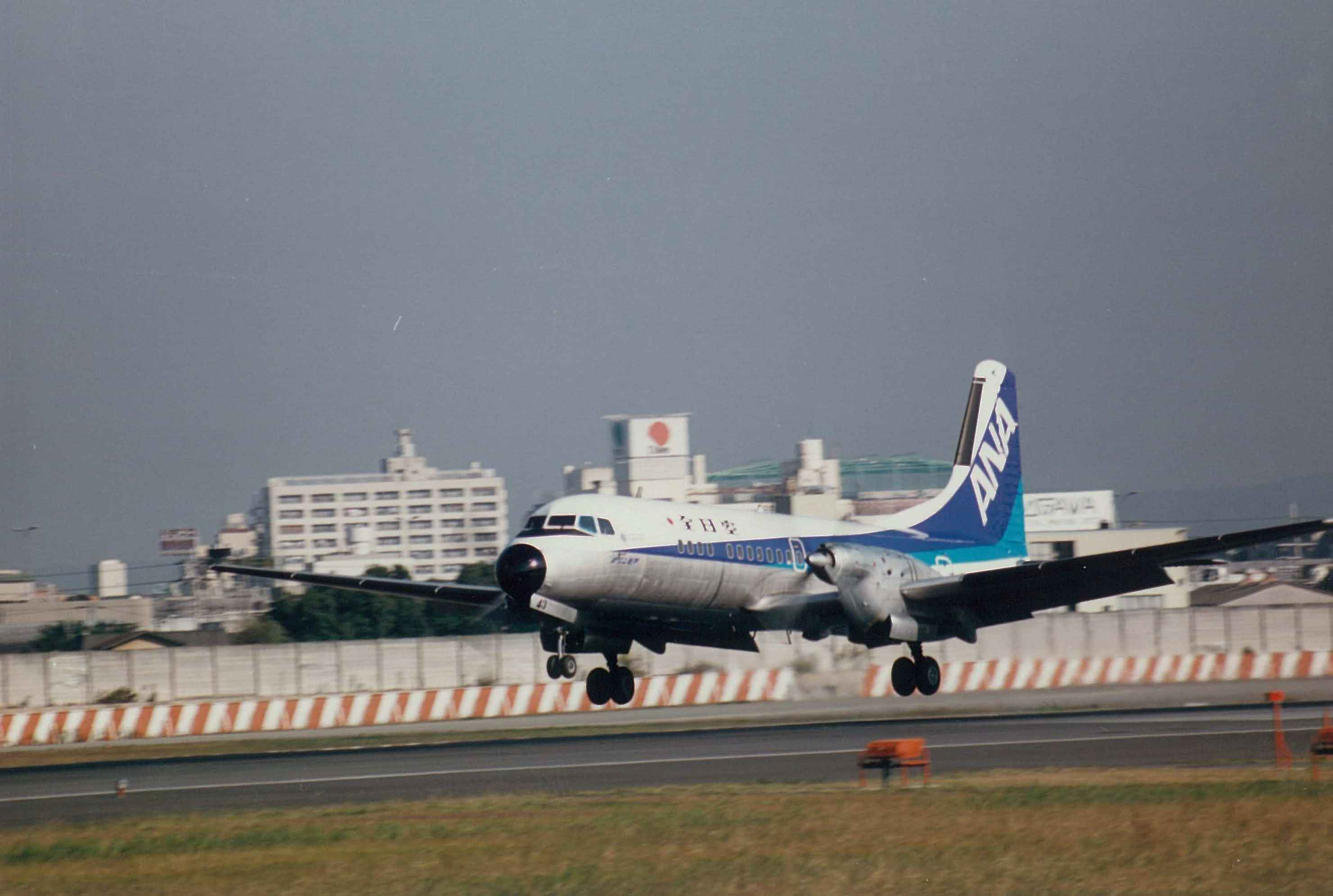
全日空のYS-11

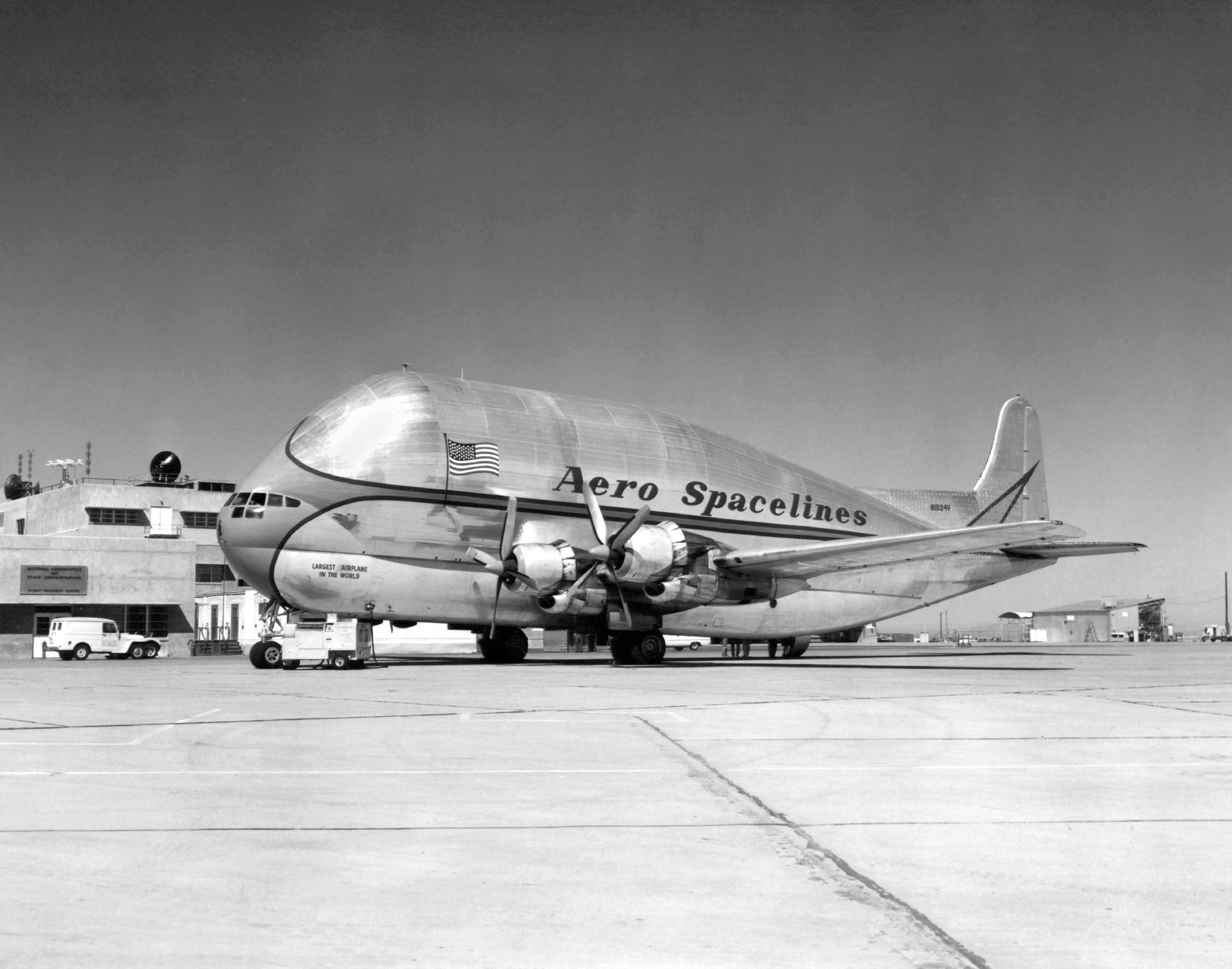
プレグナントグッピー

- 1月10日〜11日 - アメリカのクライド・P・イヴリー(Clyde P. Evely)の操縦するB-52Hが沖縄からマドリード間の 20,168 kmを無給油無着陸で飛行する記録を作った。
- 1月25日 – 中華人民共和国空軍所属の曲技飛行隊、八一飛行表演隊が正式に成立した。
- 2月20日 - ジョン・グレンがアメリカ最初の地球の周回飛行に成功した。
- 3月5日 – アメリカ空軍のB-58が、ニューヨークからロサンゼルス間を4時間41分15秒（平均速度2,708 km/h）で無着陸飛行した。乗組員はマッケー・トロフィー（MacKay Trophy）、ベンディクス・トロフィー（Bendix Trophy）を受賞した。
- 5月6日 - アメリカの潜水艦イーサン・アレン (SSBN-608)から戦略ミサイルのポラリスの発射が行われた。
- 6月29日 - 組み立て式の軍用単座ヘリコプタードルニエ Do 32が初飛行した。
- 7月7日 - ソビエトのゲオルギー・モソロフが MiG-21の改造型Ye-166で 2,691 km/hの周回飛行記録を作った。
- 7月17日 - アメリカ空軍のロバート・M・ホワイトが X-15で 96 kmの高高度飛行を行った。
- 7月19日 - アメリカの地対空ミサイル、ナイキ・ゼウスがレーダー誘導され、7,250km離れた場所から発射されたアトラス・ミサイルの迎撃実験に成功した。
- 8月27日 - 金星探査を目的としたアメリカのマリナー2号の打ち上げが成功した。マリナー2号は1962年12月14日に金星から34,636 kmの位置を通過し計画は成功した。
- 8月30日 - 日本航空機製造、YS-11が初飛行した。
- 8月31日 - フランスの旅客機、シュド・カラベルが最初の商業飛行を行った。
- 9月19日 - アポロ計画のためのロケット部品を空輸するのに使われた、広胴型巨大貨物輸送機、プレグナントグッピーが初飛行した。
- 9月29日 - ソビエトとアメリカ合衆国以外で作られた最初の人工衛星である、カナダのアルエット1号が、アメリカのロケットによって地球周回軌道への打ち上げに成功した。
- 11月29日 - ロンドンでフランスとイギリスの間で、コンコルドの共同開発の契約が結ばれた。
- 12月24日 - フランスの旅客機、ノール262が初飛行した。

## 1962年に初飛行した機体の画像

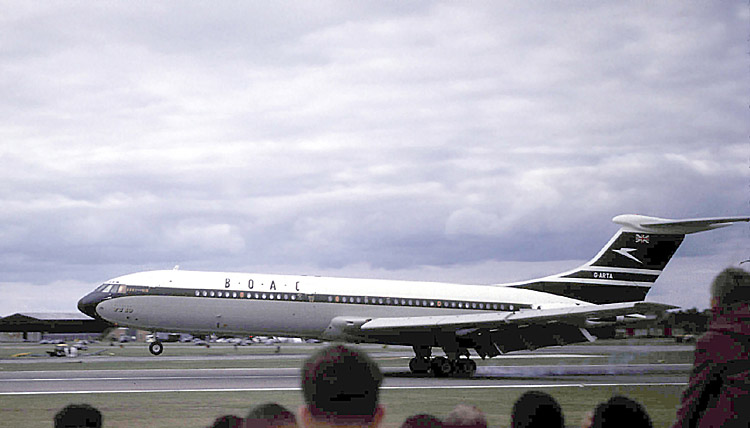
ビッカース VC-10 （6月29日）
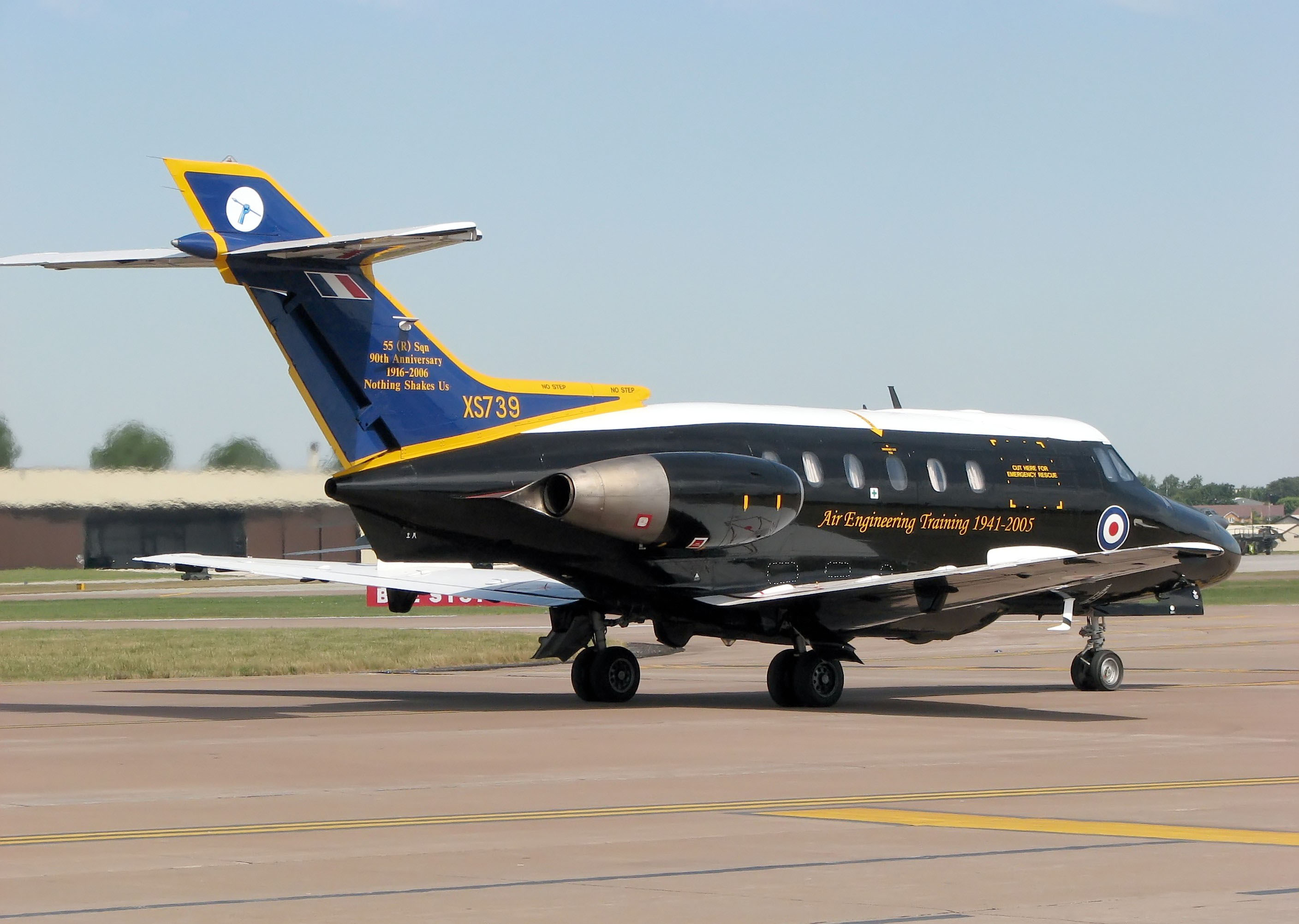
ホーカー・シドレー HS.125 （8月13日）
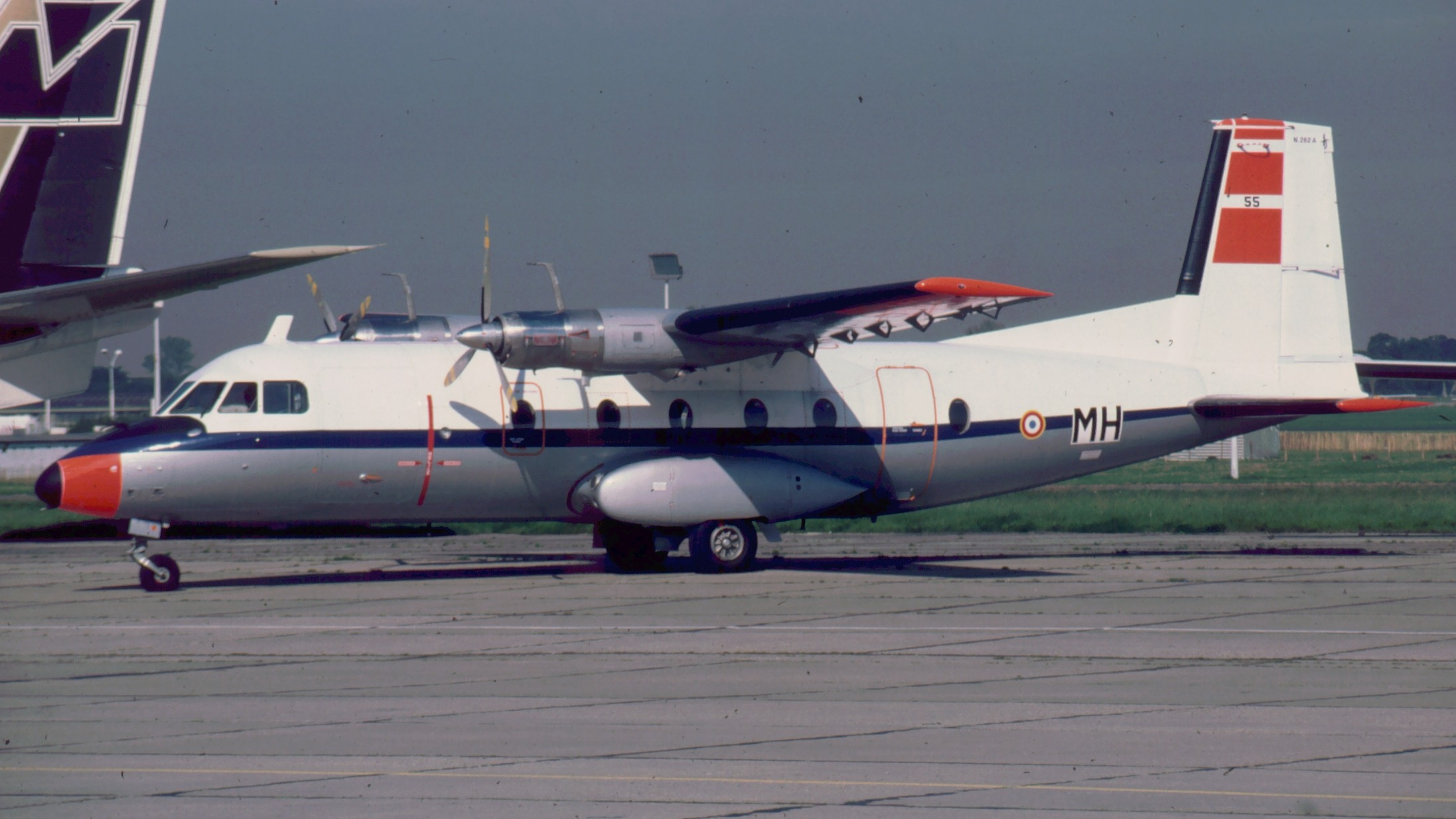
ノール262 （12月24日）

## 航空に関する賞の受賞者
- ハーモン・トロフィー：フィッツヒュー・フルトン Jr.、ニニ・ボースマン
- デラボー賞：ゲオルギー・モソロフ (USSR)、クライド・P・イヴリー (USA)、ウィリアム・M・スティーブンソン (USA) 、ジョセフ・A・ウォーカー (USA)、ロバート・M・ホワイト (USA)、 P. Ostapenko (USSR)、ウラジミール・S・イリオーチン(USSR)、アンドリアン・ニコラエフ (USSR)